# Ol-Nilskojan
Ol-Nilskojan är ett naturreservat i Strömsunds kommun i Jämtlands län.
Området är naturskyddat sedan 2007 och är 162 hektar stort. Reservatet omfattar Sönner-Flakamyren barrnaturskogparti söder om myren samt nordöstra delen av Gammalbodmyren med angränsande barrnaturskog.